# Sascha Ilitsch
Sascha Ilitsch (* 8. August 1985 in Weilstetten) ist ein ehemaliger deutscher Handballspieler. Er spielte in der Handball-Bundesliga für den HBW Balingen-Weilstetten. Ilitsch war im Angriff vielseitig einsetzbar: so spielte er auf Linksaußen, Rückraum links und gelegentlich auch am Kreis.

## Karriere
In der Jugend begann Sascha Ilitsch beim TV Weilstetten. Durch die Fusion der TSG Balingen mit seinem Stammverein TV Weilstetten kam er 2002 zum HBW Balingen-Weilstetten. 2005/06 wurde er mit dem HBW Meister der 2. Handball-Bundesliga Süd und stieg mit der Mannschaft in die Bundesliga auf. Im Sommer 2013 wechselte er auf Leihbasis zum Zweitligisten TV 1893 Neuhausen, kehrte aber bereits im Dezember 2013 nach Balingen zurück. Nach der Saison 2016/17 beendete er seine Karriere. Des Weiteren ist er auch als Jugendtrainer bei der JSG Balingen-Weilstetten tätig.